# Deutsche Straßen-Radmeisterschaften 2020
Die Deutschen Straßen-Radmeisterschaften der Elite 2020 wurden am 23. August 2020 wie im Jahr zuvor auf dem Sachsenring ausgetragen.
Ursprünglich waren die Meisterschaften vom 19. bis 21. Juni im Großraum Stuttgart geplant. Wegen der Corona-Pandemie wurde der Termin zunächst auf die Zeit vom 21. bis 23. August verschoben. Nach einem bundesdeutschen Verbot von Großveranstaltungen bis Ende August konnte dieser Termin zunächst nicht beibehalten werden. Ende April 2020 wurden die Meisterschaften abgesagt. Eine Verschiebung in das Jahr 2021 war in Planung.
Im Juni 2020 gab der Bund Deutscher Radfahrer bekannt, dass die Meisterschaften nun doch am 23. August ausgetragen werden sollen, aber an anderer Stelle. Die Strecke war ein 3,5 Kilometer langer, topografisch anspruchsvoller Rundkurs auf dem Sachsenring. Die Frauen hatten rund 98 (28 Runden), die Männer rund 168 Kilometer (47 Runden) zu absolvieren, was etwa 2000 Höhenmetern entspricht.
Das Einzelzeitfahren der Männer U23 fand am 6. September 2020 in Genthin statt. Ob das Straßenrennen für diese Kategorie im Rahmen der Drei-Länder-Meisterschaft 2020 ausgetragen wird, war zu diesem Zeitpunkt noch unklar.

## Resultate

### Straßenrennen

#### Frauen
| Platz | Athletin            | Zeit      |
| ----- | ------------------- | --------- |
| 1     | Lisa Brennauer      | 2:52:26 h |
| 2     | Charlotte Becker    | gl. Zeit  |
| 3     | Tanja Erath         | gl. Zeit  |
| 4     | Gudrun Stock        | gl. Zeit  |
| 5     | Carolin Schiff      | gl. Zeit  |
| 6     | Clara Koppenburg    | gl. Zeit  |
| 7     | Lydia Ventker       | gl. Zeit  |
| 8     | Ricarda Bauernfeind | gl. Zeit  |
| 9     | Corinna Lechner     | gl. Zeit  |
| 10    | Selma Trommer       | gl. Zeit  |

Länge: 98 km

Start: Sonntag, 23. August

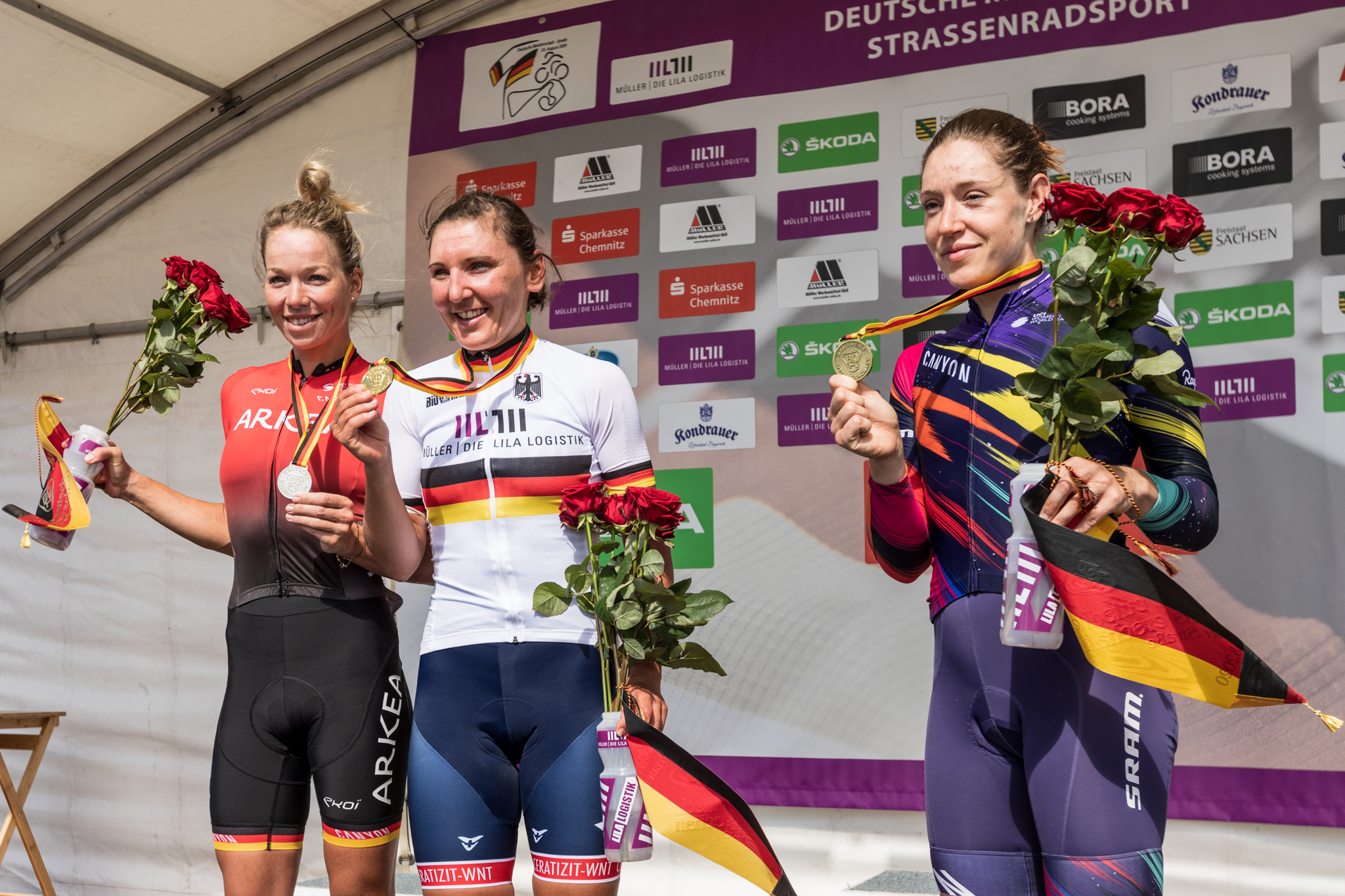
Podium der Frauen (v. l. n. r.): Charlotte Becker, Lisa Brennauer, Tanja Erath

Durchschnittsgeschwindigkeit der Siegerin: 34,10 km/h

#### Männer
| Platz | Athlet              | Zeit     |
| ----- | ------------------- | -------- |
| 1     | Marcel Meisen       | 4:14:37  |
| 2     | Pascal Ackermann    | gl. Zeit |
| 3     | Alexander Krieger   | gl. Zeit |
| 4     | Georg Zimmermann    | gl. Zeit |
| 5     | Marius Mayrhofer    | gl. Zeit |
| 6     | Lucas Carstensen    | gl. Zeit |
| 7     | Roger Kluge         | gl. Zeit |
| 8     | Florenz Knauer      | gl. Zeit |
| 9     | Linus Rosner        | gl. Zeit |
| 10    | Maurice Ballerstedt | gl. Zeit |

Länge: 168 km

Start: Sonntag, 23. August

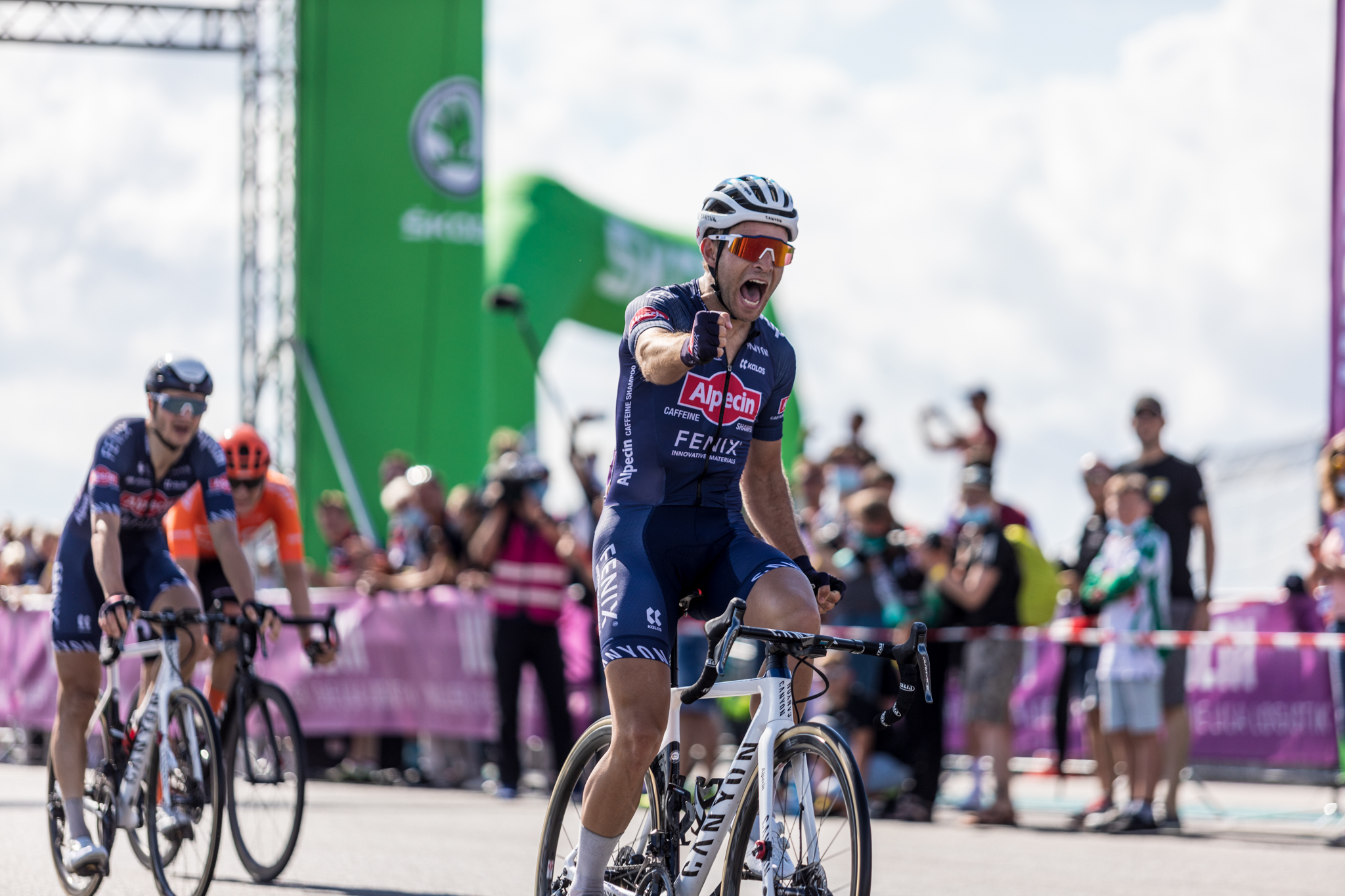
Marcel Meisen siegt im Rennen der Männer

Durchschnittsgeschwindigkeit des Siegers: 39,59 km/h

### Einzelzeitfahren

#### Männer U23
| Platz | Athlet              | Zeit (min) |
| ----- | ------------------- | ---------- |
| 1     | Miguel Heidemann    | 27:31      |
| 2     | Sven Redmann        | + 0:27     |
| 3     | Tobias Buck-Gramcko | + 0:43     |
| 4     | Hannes Wilksch      | + 1:10     |
| 5     | Pirmin Benz         | + 1:11     |
| 6     | Richard Banusch     | + 1:12     |
| 7     | Florian Lipowitz    | + 1:23     |
| 8     | Jannis Peter        | + 1:26     |
| 9     | Georg Steinhauser   | + 1:28     |
| 10    | Jon Knolle          | + 1:35     |

Länge: 25 km

Start: Sonntag, 6. September, im Rahmen des Spee Cups in Genthin

Durchschnittsgeschwindigkeit des Siegers: 54,51 km/h 

Es waren 54 Fahrer am Start.